# Mille et une nuits (manhwa)
Pour les articles homonymes, voir Les Mille et Une Nuits (homonymie).
Mille et une nuits (천일야화) est un manhwa (manga coréen) de Han Seung-Hee (dessins) et Jun Jin Suk (scénario).
Il était édité en France par Kami, qui a fait faillite et stoppé la publication. 

## Synopsis
Mille et une Nuits reprend l'histoire de Shéhérazade, en transposant la célèbre conteuse en un jeune homme nommé Shéhara. Atterri au palais du sultan Sharyar afin de sauver la vie de sa sœur, il y est finalement engagé en tant que poète du palais.
Dans chaque volume du manhwa, Shéhara raconte une ou deux histoires à Sharyar, liant l'histoire principale du manhwa à des contes traditionnels ou légendes de toutes origines (contes traditionnels coréens, adaptation d'opéras comme Turandot, mythologie égyptienne ou grecque…). 